# Heinrich Georg Dendl

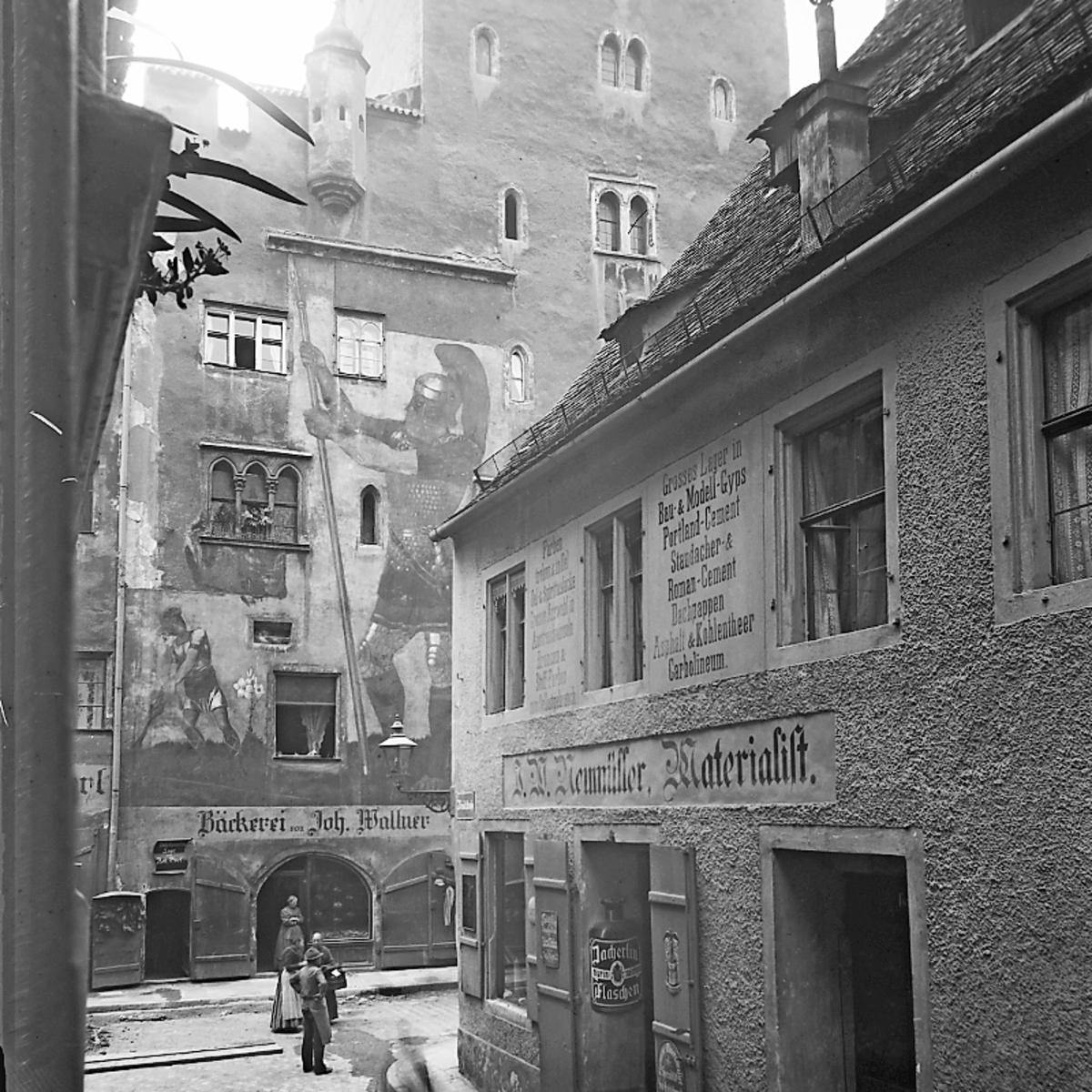
Goliathhaus um 1895 mit Goliath-Gemälde von Dendl

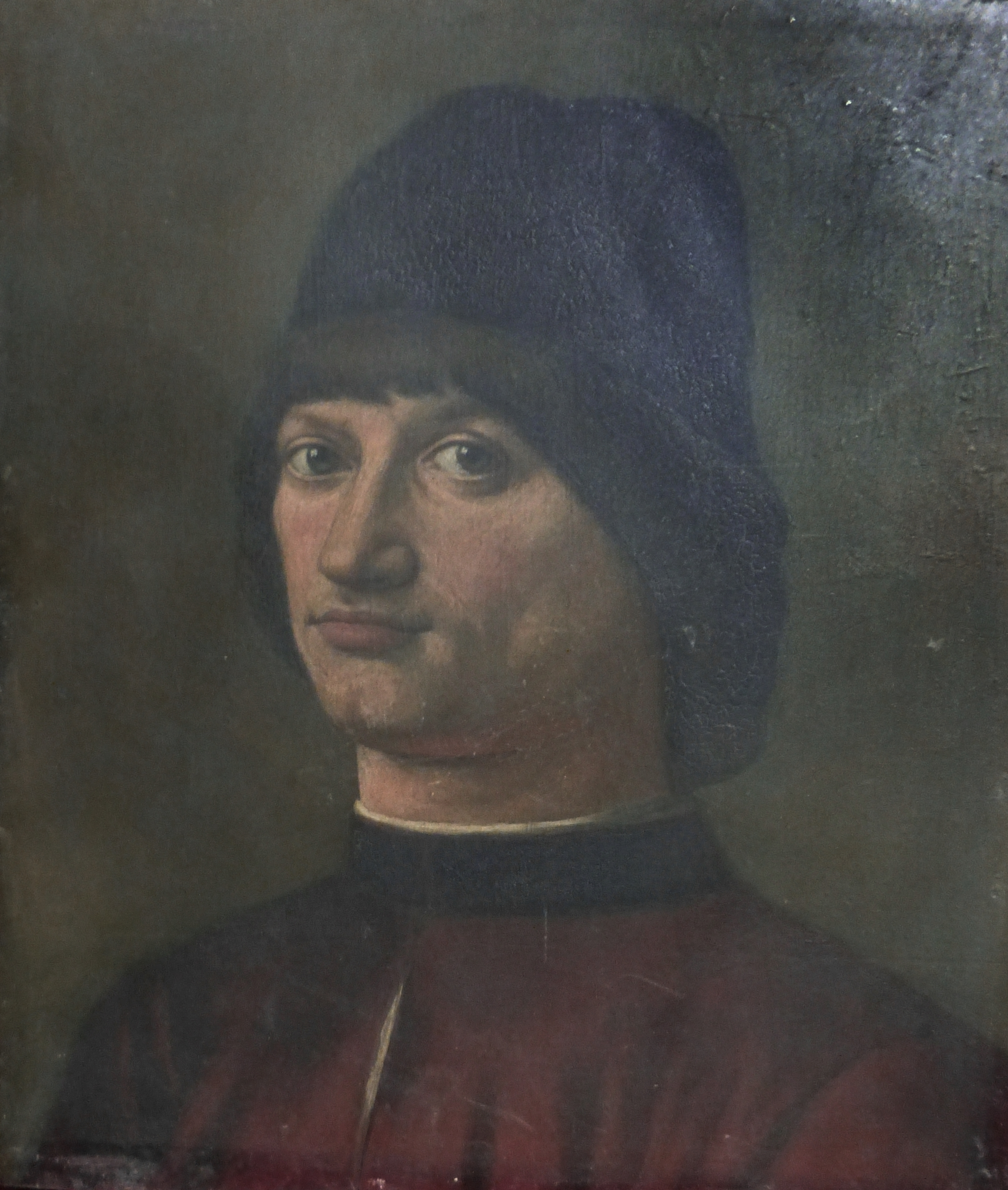
Heinrich Dendl: Bildnis eines Mannes, 1892

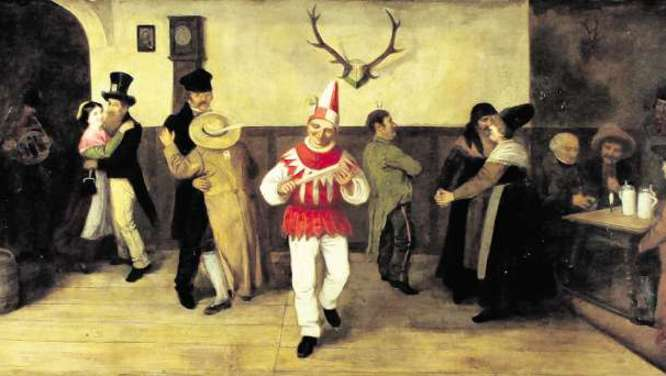
Der Branntweintanz

Heinrich Georg Dendl (* 1854 in Wasserburg am Inn; † 1925 in Rosenheim) war ein deutscher Porträt-, Landschafts- und Stilllebenmaler.
Von den Eltern zum Schuhmacher bestimmt, erlernte Heinrich Dendl bei Schuhmacher Franz Xaver Ernst in Wasserburg am Inn das Schusterhandwerk. Ernst erkannte das künstlerische Talent seines Lehrlings und förderte dieses. Dank der Unterstützung durch seinen Lehrherrn und der des Wasserburger Brauereibesitzers Andreas Ponschab konnte Dendl seit dem 7. Oktober 1873 an der Königlichen Akademie der Künste in München studieren. Bei der Ausstellung der Abschlussarbeiten im Jahr 1877 wurde er mit einer bronzenen Medaille ausgezeichnet.
Nach dem Studium war er zunächst in Wasserburg am Inn tätig und empfahl sich dem Magistrat in Regensburg als ein Kenner der damals neuartigen Mineralmalerei nach der Technik von Adolf Wilhelm Keim. Die Regensburger Stadtväter waren so überzeugt von der Möglichkeit mit dieser Technik vom Klima unzerstörbare Wandmalereien zu schaffen, dass Dendl 1884 den Auftrag erhielt, in Regensburg das alte David und Goliath-Bild an der Fassade des sogenannten Goliathhauses zu erneuern. Das künstlerische Ergebnis seiner Arbeit konnte jedoch in Regensburg nicht überzeugen und wurde schon im August 1900 durch den noch heute gezeigten neuen Entwurf des Malers Franz Rinner aus München ersetzt.
1879 malte er das Porträt Ludwigs II. von Bayern, 1878 die Porträts des Ehepaars Palmano und 1879 des Ehepaars Gassner. 1890 erneuerte er das große Fresko am Brucktor in Wasserburg am Inn.
Einige seiner Werke befinden sich im Städtischen Museum von Wasserburg am Inn.